# TSUKEMEN
TSUKEMEN（ツケメン）は、ヴァイオリン2本とピアノからなる日本のアコースティック・インストゥルメンタル・ユニット。2ndNOTE所属。レーベルはキングレコード。全員が音楽大学出身である。

## 概要
- 山口県でたまたま3人で行ったライブが好評で、今の事務所（株式会社エニー）に声をかけられ、2008年に正式結成。
- グループ名の由来は、メンバーがグループ名を考えている時、たまたま通りかかったリーダーTAIRIKの父親であるさだまさしに「お前らイケメンまでいかないからツケメンぐらいだろ」と言われたのがきっかけ。その後、事務所社長が各メンバーの頭文字TAIRIKの「T」、SUGURUの「SU」、KENTAの「KE」、それに「男性」を意味する英語の「MEN」をつけて「TSUKEMEN」とした。
- 2008年12月に、満席のサントリーホール ブルーローズ2日間公演でコンサートデビュー。
- 2009年にインディーズで初アルバムを録音。
- 2010年3月にキングレコードよりメジャーデビュー。以来、すべてのアルバムがクラシックチャート1位を獲得し続けている。
- 年間100本近くのライブで全国を周っている。ちなみに、楽器本来が持つ音（生音）にこだわっており、コンサートでは音響機材を基本的には使わない。
- 2013年4月に、サントリーホール 大ホールとザ・シンフォニーホールにて、5年目の節目に特別な演奏会を開催。サントリーホール公演は即日完売となった。のちに大阪公演も完売。
- 2013年10月12日に韓国の 麻浦アートセンターでTSUKEMEN LIVEを開催。
- 2014年3月24日に、ドイツ・シュトゥットガルトのバーデン大公国新宮殿 白の間にて、シュトゥットガルト室内管弦楽団とのジョイント・コンサートを開催。
- 2014年4月に、東京オペラシティ、ザ・シンフォニーホール、愛知県芸術劇場 京都コンサートホールの計4か所にてスペシャルライブを開催。東京オペラシティコンサートホールと大阪ザ・シンフォニーホール公演のチケットは即日完売となり、すみだトリフォニーホール 大ホールにて追加公演を開催した。
- 2014年10月に、アルバム「ACROSS」で共演したシュトゥットガルト室内管弦楽団との共演ライブを開催。10月1日東京・サントリーホール、10月3日大阪フェスティバルホール、10月5日長野県まつもと市民芸術館で開催した。
- 2014年10月11日に、オーロラ日本語奨学金基金主催のチャリティコンサート「TSUKEMEN Benefit Concert in LA」をアメリカ・ロサンゼルスArcadia Performing Arts Centerにて開催。
- 2014年は年間で全96公演のライブを開催した。
- 2015年3月29日にオーストリアのウィーン楽友協会黄金の間大ホールで「TSUKEMEN LIVE 2015 in MUSIKVEREIN」を満席の観客の中で開催。メジャーデビューをしている純クラシック以外のアーティストがウィーン楽友協会でコンサートをするのは初めてのことだった。
- 2015年4月22日にメジャーデビュー5年目で初めてのフル・オリジナル・アルバム「Op.1 〜FRONTIER〜」（メジャー第6弾アルバム）を販売。5月末からリリースツアー「TSUKEMEN LIVE 2015 〜FRONTIER〜」を開始、東京公演は8月に紀尾井ホールでの二日間、これは完売した。追加公演の第一生命ホールでのライブも完売となっている。
- 2015年10月21日に今度は初のコンピレーション・アルバム「TSUKEMEN CINEMAS」を販売。映画音楽のコンピレーションアルバムで、今までのアルバムに収録されたを楽曲も再録、新曲も収録。11月からはツアー「TSUKEMEN LIVE 2015 〜TSUKE CINEMA〜」を開始。
- 2018年から冠番組「TSUKEMEN TV」(J:COMテレビ)放送開始。
- 2021年4月から「きょうの料理 栗原はるみのキッチン日和」（NHK総合・Eテレ） TAIRIKレギュラー出演・TSUKEMENテーマソングを担当。

## メンバー
- TAIRIK（タイリク、佐田大陸、1984年8月11日（40歳）、長野県出身）- 桐朋学園大学音楽学部大学院修了。
  - ヴァイオリン担当。
- SUGURU（スグル、伊藤優來、1985年12月8日（39歳）、広島県出身）- 桐朋学園大学音楽学部研究生（≒大学院）修了。
  - ピアノ担当。
- KENTA（ケンタ、黒木健太、1984年10月24日（40歳）、熊本県出身）- 東京音楽大学卒業。
  - ヴァイオリン担当。

## 作品

### シングル
1. J Beat!（2016年8月3日、KICM-6004）

### アルバム
| #              | 発売日         | タイトル                                      | 規格品番   |
| ANY            | ANY            | ANY                                           | ANY        |
| -------------- | -------------- | --------------------------------------------- | ---------- |
| (1)            | 2009年1月28日  | 序章〜プロローグ〜                            | ANOC-6152  |
| (-)            | 2017年12月23日 | 序章〜プロローグ〜リマスター（再発）          | ANOC-6175  |
| キングレコード |                |                                               |            |
| 1              | 2010年3月4日   | BASARA                                        | KICC-825   |
| 2              | 2011年6月8日   | KIYARI                                        | KICC-932   |
| 3              | 2012年6月27日  | EL DORADO                                     | KICC-999   |
| 4              | 2013年6月26日  | AKATSUKI                                      | KICC-1087  |
| 5              | 2014年6月25日  | ACROSS 〜TSUKEMEN Special Live in Stuttgart〜 | KIZC-257/8 |
| 6              | 2015年4月22日  | Op.1 〜FRONTIER〜                             | KICC-1169  |
| 7              | 2017年4月21日  | RECHARGE                                      | KICC-1285  |
| 8              | 2018年4月18日  | X（テン）                                     | KICC-1454  |
| 9              | 2019年4月17日  | 時を超える絆                                  | KICC-1478  |
| 10             | 2020年5月20日  | JITAN CLASSIC                                 | KICC-1515  |
| 11             | 2021年8月25日  | HAPPYキッチン                                 | KICC-1582  |

### カバー・アルバム
| # | 発売日         | タイトル         | 規格品番  |
| - | -------------- | ---------------- | --------- |
| 1 | 2015年10月21日 | TSUKEMEN CINEMAS | KICC-1247 |

### 映像作品
| # | 発売日        | タイトル                              | 規格品番 |
| - | ------------- | ------------------------------------- | -------- |
| 1 | 2011年11月9日 | TSUKEMEN KIYARI LIVE 2011             | KIBM-281 |
| 2 | 2019年4月17日 | 時を超える絆〜TSUKEMEN 10年のキセキ〜 | KIBM-780 |

### オリジナル曲
- ひかり
- 不知火
- RISING
- BASARA
- 虹色の翼
- RAIN
- 星唄
- KIYARI
- COSMOS
- トキノカナタ
- 風の記憶
- EL DORADO
- 神林
- Pegasus
- 息吹
- たんぽぽ
- じこまん らぷそでぃ
- 夢の中へ
- AKATSUKI
- EQUES
- 天の階
- 古きシネマのように
- じこまんスケルツォ
- GOEMON★ROCK
- 雪原を越えて
- クリスマスベル〜祈り〜

### 参加楽曲
| 発売日        | 商品名                                | 歌                     | 楽曲                    | 備考                            |
| ------------- | ------------------------------------- | ---------------------- | ----------------------- | ------------------------------- |
| 2022年7月27日 | TWO-MIX Tribute Album "Crysta-Rhythm" | 南里侑香 with TSUKEMEN | 「WINTER LOVE EXPRESS」 | TWO-MIXのトリビュート・アルバム |

## 出演

### テレビ
- スター☆ドラフト会議（日本テレビ）- 2013年2月12日放送
- 徹子の部屋（テレビ朝日）ゲスト - 2013年3月26日、2015年4月23日、2020年10月13日放送
- アゲるテレビ（フジテレビ） - 2013年5月21日放送
- 題名のない音楽会（テレビ朝日） - 2013年6月23日放送
- SOLD OUT!（CSテレ朝チャンネル1） - 2014年9月26日放送
- スッキリ!!（日本テレビ） - 2014年10月9日放送
- TSUKEMEN TV（2018年4月 - 2022年3月 、J:COMテレビ） - レギュラー出演
- きょうの料理 栗原はるみのキッチン日和（2021年4月 - NHK総合・Eテレ） - TAIRIKレギュラー出演・TSUKEMENテーマソング担当

### ラジオ
- TSUKEMENのTSUKEラジ!（東海ラジオ）

### 映画
- 白ゆき姫殺人事件（芹沢ブラザーズ役） - 2014年3月29日公開